# Abû Zakariyâ Yahyâ II
Abû Zakariyâ Yahyâ, dit Yahyâ II ou encore al-Wathiq, est Yahyâ al-Wathiq Ibn Muhammad fils et successeur d'Abû `Abd Allah Muhammad al-Mustansir. Il est le quatrième sultan hafside de Tunis qui règne sur Ifriquia de 1277 à 1279. Il a abdiqué son trône et son titre de 4e sultant hafside est repris par son oncle Abû Ishaq Ibrahim I. Ce dernier juste après la prise du pouvoir a ordonné l'exécution de son prédécesseur ainsi que ses trois enfants, seul son fils né posthume a échappé, c'est Abou-Assida Mouhammad II qui sera le 6e sultant hafside.
L'abidcation d'Abû Zakariyâ Yahyâ II vient à la suite du soulèvement de la province de Bougie contre son Chancelier Andalous Ibn al-Habbabar. Celui-ci est connu pour son hostilité des Almohades, et décrit par le chroniqueur Ibn Chamâa comme le véritable souverain de Tunis. Ibn Khaldoun raconte que le Chancelier a envoyé son frère Abû al-Alâ’ Idrîs à Bougie pour s’occuper des finances de la ville, aux côtés du gouverneur, l’Almohade Muḥammad ben Abi Hilâl al-Hintâtî, avec qui il entretient des mauvais rapports. C’est pourquoi en 1278 il est assassiné par les hommes du gouverneur, obligeant ce dernier à se tourner vers un prétendant possible pour remplacer le sultan de Tunis. Il fait pour cela appel à l’oncle du sultan, Abû Ishaq Ibrahim. Ce dernier s’était déjà révolté contre le sultant Abû `Abd Allah Muhammad al-Mustansir, son frère et père d'Abû Zakariyâ Yahyâ II, et avait fui en Andalousie puis à Tlemcen et se tenait prêt, depuis l’annonce de la mort de son frère, à reprendre le chemin de l’Ifriqiya. Invité par Muḥammad ben Abi Hilâl al-Hintâtî et les notables de Bougie, il prend la ville en avril 1279 et dès août de la même année entre dans Tunis où il est reconnu sultan. La prise du trône par Abû Ishaq Ibrahim était pacifique après que les dirigeants de l'armée s'étaient insurgés et convenus à le reconnaitre comme le nouveau sultant de Tunis. 